# LOVE SAVES THE EARTH
「LOVE SAVES THE EARTH」（ラブ・セーブス・ジ・アース、愛は地球を救う）は、日本テレビ系列で放送されている『24時間テレビ 「愛は地球を救う」』で、番組が開始された1978年（第1回）から1991年（第14回）の放送まで使用されていたテーマ曲である。
作曲・編曲は、この番組の音楽監督として参加した大野雄二である。ボーカルパートが存在しないインストゥルメンタル曲で、主に番組オープニングとエンディング、提供クレジットなどで使用されていた。1992年以降は番組のリニューアルで大野が降板したことに伴い、放送では使用されなくなった。その後、一部のNNS系列地方局では『24時間テレビ』の番組宣伝などで稀に使用されていたが、『24時間テレビ』番組内では同時期にテーマソングとして使用されていた「愛はマジック」、「エバー・グリーン・ラブ〜人間という名の大きな樹」などと共に、正規のBGMとしては使用される機会が無くなっている。

## 収録作品
1978年発売の第1回『24時間テレビ 「愛は地球を救う」』のサウンドトラック『愛は地球を救う』（ビクター SJX-20076）に収録された。同サウンドトラックは、2010年1月20日にブリッジからCDで再発（ブリッジ EGDS47）された。2017年11月3日にタワーレコード限定で発売されたコンピレーション・アルバム『ANYTIME FUSION! The Best Fusion of Victor Archives』（ビクター NCS-10172~3）にも収録。
2005年に発売された大野雄二のアルバム『Made In Y.O.』（バップ VPCG-84811）には大野自身のリアレンジによる新録版が収録された。